# Zooey Deschanel
Zooey Claire Deschanel (sinh ngày 17 tháng 1 năm 1980) là một diễn viên, ca sĩ, người mẫu và nhạc sĩ người Mỹ. Năm 1999, cô khởi nghiệp với bộ phim Mumford; tiếp theo đó là vai diễn chị gái của William Miller – Anita – được đánh giá cao trong bộ phim tự họa của Cameron Crowe có tên Almost Famous (2000). Deschanel trở nên nổi tiếng với các vai diễn vô cảm và hình tượng "Manic Pixie Dream Girl" trong các vai phụ, điển hình như The Good Girl (2002), Elf (2003), The Hitchhiker's Guide to the Galaxy (2005), Failure to Launch (2006), Bridge to Terabithia (2007), The Happening (tháng 7 năm 2008), Gigantic (tháng 9 năm 2008), Yes Man (tháng 12 năm 2008), và (500) Days of Summer (2009). Cô hiện là ngôi sao trong bộ phim truyền hình New Girl của đài Fox. Deschanel từng được đề cử ở giải Quả cầu vàng, Oscar lẫn Grammy.
Năm 2001, Deschanel bắt đầu tham gia trình diễn trong cabaret jazz có tên If All the Stars Were Pretty Babies cùng người bạn thân Samantha Shelton. Ngoài hát, cô còn chơi cả keyboard, định âm, banjo và ukelele. Năm 2006, cô cùng ca sĩ M. Ward cho phát hành album đầu tay Volume One (dưới nghệ danh chung là She & Him) vào tháng 3 năm 2008. Album thứ hai của họ, Volume Two được ra mắt tại Mỹ vào tháng 3 năm 2010, tiếp theo đó là album Giáng sinh mang tên A Very She & Him Christmas được phát hành vào năm 2011, và Volume 3 vào tháng 5 năm 2013. Deschanel vẫn thường hát trong các bộ phim mình tham gia.
Tháng 9 năm 2009, Deschanel kết hôn với Ben Gibbard, trưởng nhóm Death Cab for Cutie. Họ nộp đơn ly thân vào tháng 12 năm 2011, và thủ tục ly hôn được hoàn tất vào tháng 12 năm 2012.

## Sự nghiệp diễn xuất

### Điện ảnh
| Năm  | Nhan đề                                                          | Vai diễn                     | Ghi chú      |
| ---- | ---------------------------------------------------------------- | ---------------------------- | ------------ |
| 1999 | Mumford                                                          | Vanessa Watkins              |              |
| 2000 | Almost Famous                                                    | Anita Miller                 |              |
| 2001 | Manic                                                            | Tracy                        |              |
| 2002 | The Good Girl                                                    | Cheryl                       |              |
| 2002 | Abandon                                                          | Samantha Harper              |              |
| 2002 | Big Trouble                                                      | Jenny Herk                   |              |
| 2002 | The New Guy                                                      | Nora                         |              |
| 2002 | Sweet Friggin' Daisies                                           | Zelda                        | Phim ngắn    |
| 2003 | Whatever We Do                                                   | Nikki                        | Phim ngắn    |
| 2003 | All the Real Girls                                               | Noel                         |              |
| 2003 | It's Better to Be Wanted for Murder Than Not to Be Wanted at All | Nhân viên bán xăng           |              |
| 2003 | House Hunting                                                    | Christy                      | Phim ngắn    |
| 2003 | Elf                                                              | Jovie                        |              |
| 2004 | Eulogy                                                           | Kate Collins                 |              |
| 2005 | The Hitchhiker's Guide to the Galaxy                             | Trillian                     |              |
| 2005 | Winter Passing                                                   | Reese Holden                 |              |
| 2006 | Failure to Launch                                                | Kit                          |              |
| 2006 | Live Free or Die                                                 | Cheryl                       |              |
| 2007 | The Good Life                                                    | Frances                      |              |
| 2007 | The Go-Getter                                                    | Kate                         |              |
| 2007 | Bridge to Terabithia                                             | Ms. Edmunds                  |              |
| 2007 | Flakes                                                           | Pussy Katz                   |              |
| 2007 | Raving                                                           | Katie                        | Phim ngắn    |
| 2007 | Surf's Up                                                        | Lani Aliikai (lồng tiếng)    |              |
| 2007 | The Assassination of Jesse James by the Coward Robert Ford       | Dorothy Evans                |              |
| 2008 | Gigantic                                                         | Happy Lolly                  |              |
| 2008 | The Happening                                                    | Alma Moore                   |              |
| 2008 | Yes Man                                                          | Allison                      |              |
| 2008 | Secret Wild Attic                                                | Antonia, Suzana (lồng tiếng) |              |
| 2009 | (500) Days of Summer                                             | Summer Finn                  |              |
| 2010 | Havin' a Summah                                                  | "...more of a winter person" | Video (3:22) |
| 2011 | Our Idiot Brother                                                | Natalie                      |              |
| 2011 | Your Highness                                                    | Belladonna                   |              |
| 2024 | Harold và cây bút phép thuật                                     |                              |              |

### Truyền hình
| Năm              | Nhan đề               | Vai diễn                                                         | Ghi chú                                                    |
| ---------------- | --------------------- | ---------------------------------------------------------------- | ---------------------------------------------------------- |
| 1998             | Veronica's Closet     | Elena                                                            | Tập: "Veronica's Fun and Pirates Are Crazy"                |
| 2002             | Frasier               | Jen                                                              | Tập: "Kissing Cousin"                                      |
| 2004             | Cracking Up           | Heidi                                                            | Tập: "Birds Do It"                                         |
| 2005             | Once Upon a Mattress  | Lady Larken                                                      | Phim                                                       |
| 2005             | American Dad!         | Candy Striper Stripper / Người giúp việc người Pháp (lồng tiếng) | Tập: "Stan Knows Best"                                     |
| 2006–07          | Weeds                 | Kat                                                              | 4 tập                                                      |
| 2007             | Tin Man               | DG                                                               | Vai chính                                                  |
| 2008, 2012, 2013 | The Simpsons          | Mary (lồng tiếng)                                                | Tập: "Apocalypse Cow", "Moonshine River", "Apocalypse Cow" |
| 2009             | Bones                 | Margaret Whitesell                                               | Tập: "The Goop on the Girl"                                |
| 2010             | Funny or Die Presents | Mary Todd Lincoln                                                | Sketch: "Drunk History Vol. 5"                             |
| 2011–2018        | New Girl              | Jessica "Jess" Day                                               | Vai chính Nhà sản xuất                                     |
| 2012             | Saturday Night Live   | Host / nhiều nhân vật                                            | Tập ngày 11 tháng 2                                        |

## Đề cử và giải thưởng
| Năm  | Giải thưởng                      | Hạng mục                                                      | Phim                 | Kết quả   |
| ---- | -------------------------------- | ------------------------------------------------------------- | -------------------- | --------- |
| 2003 | Liên hoan phim Mar del Plata     | Nữ diễn viên chính xuất sắc nhất                              | All the Real Girls   | Đoạt giải |
| 2004 | Giải Chlotrudis Society          | Nữ diễn viên chính xuất sắc nhất                              | All the Real Girls   | Đề cử     |
| 2004 | Giải Tinh thần độc lập           | Nữ diễn viên chính xuất sắc nhất                              | All the Real Girls   | Đề cử     |
| 2009 | Giải Vệ tinh                     | Nữ diễn viên chính xuất sắc nhất cho phim ca nhạc và phim hài | (500) Days of Summer | Đề cử     |
| 2011 | Giải Vệ tinh                     | Nữ diễn viên ca nhạc hoặc hài kịch truyền hình xuất sắc nhất  | New Girl             | Đề cử     |
| 2012 | Giải Quả cầu vàng                | Nữ diễn viên phim ca nhạc hoặc phim hài xuất sắc nhất         | New Girl             | Đề cử     |
| 2012 | Giải Grammy                      | Ca khúc xuất sắc nhất cho chương trình truyền hình            | "So Long"            | Đề cử     |
| 2012 | Teen Choice Award                | Fashion Icon                                                  | —                    | Đề cử     |
| 2012 | Teen Choice                      | Nữ diễn viên xuất sắc nhất phim hài                           | New Girl             | Đề cử     |
| 2012 | Critics' Choice Television Award | Nữ diễn viên chính xuất sắc nhất                              | New Girl             | Đoạt giải |
| 2012 | The Comedy Award                 | Nữ diễn viên xuất sắc nhất phim hài                           | New Girl             | Đề cử     |
| 2012 | Giải TV Guide                    | Nữ diễn viên được yêu thích nhất                              | New Girl             | Đoạt giải |
| 2012 | Giải Primetime Emmy              | Nữ diễn viên xuất sắc nhất phim hài                           | New Girl             | Đề cử     |
| 2013 | Giải People's Choice             | Nữ diễn viên xuất sắc nhất phim hài                           | New Girl             | Đề cử     |
| 2013 | Giải Golden Globe                | Nữ diễn viên ca nhạc hoặc hài kịch truyền hình xuất sắc nhất  | New Girl             | Đề cử     |